# Optación
En retórica, y dentro de las figuras literarias, la optación es una de las figuras de diálogo (o figuras patéticas). Consiste en la manifestación, de forma muy explícita, de un deseo, dirigido siempre a un tú que está claramente presente en el discurso.
Ejemplo:
"¡Oh!, suene de continuo,
Salinas, vuestro son en mis oídos,
por quien al bien divino
despiertan los sentidos,
quedando a los demás amortecidos"
Fray Luis de León.
- Datos: Q6051661